# Trường Cao đẳng nghề Công nghệ Việt - Hàn Bắc Giang
Trường Cao đẳng Công nghệ Việt - Hàn Bắc Giang là trường cao đẳng kĩ thuật nghề đa ngành, được thành lập ngày 31 tháng 8 năm 2012. Trường Cao đẳng Công nghệ Việt - Hàn Bắc Giang trực thuộc Ủy ban nhân dân tỉnh Bắc Giang; chịu sự quản lý nhà nước về dạy nghề của Bộ Lao động - Thương binh và Xã hội; hoạt động theo Điều lệ mẫu trường cao đẳng nghề và quy định của pháp luật về dạy nghề tại Việt Nam.
Đây là dự án giáo dục dạy nghề có quy mô lớn, có ý nghĩa quan trọng trong việc thúc đẩy phát triển kinh tế của Bắc Giang, là biểu tượng của tình hữu nghị giữa hai nước Việt Nam–Hàn Quốc.

## Lịch sử
Trường Cao đẳng nghề Công nghệ Việt-Hàn Bắc Giang được thành lập theo quyết định số 1176/QĐ-LĐTBXH ngày 31 tháng 8 năm 2012 của Bộ lao động-thương binh và xã hội Việt Nam do thứ trưởng Nguyễn Ngọc Phi ký thay bộ trưởng Phạm Thị Hải Chuyền.
Ủy ban nhân dân tỉnh Bắc Giang và Cơ quan hợp tác quốc tế Hàn Quốc (KOICA) tại Việt Nam khởi công xây dựng trường vào ngày 27 tháng 3 năm 2012. Thời gian xây dựng giai đoạn I của Dự án là 4 năm, từ năm 2011 đến hết năm 2015, ngân sách tài trợ cho dự án bao gồm: Nguồn vốn tài trợ cho Dự án trong giai đoạn I là khoảng 16 triệu Đô la Mỹ, trong đó nguồn vốn viện trợ (ODA) không hoàn lại của Chính phủ Hàn Quốc là 10 triệu Đô la Mỹ (tương đương 210 tỷ VNĐ), nguồn vốn đối ứng của phía Việt Nam là gần 06 triệu Đô la Mỹ (120 tỷ VNĐ).
Ngày 20 tháng 12 năm 2017, Bộ Lao động-Thương binh và Xã hội Việt Nam do Bộ trưởng Đào Ngọc Dung đã ký Quyết định số 1956/QĐ-LĐTBXH về việc sáp nhập trường Cao đẳng nghề Bắc Giang vào Trường Cao đẳng nghề Công nghệ Việt-Hàn Bắc Giang.

## Vị trí
Cao đẳng nghề Công nghệ Việt-Hàn Bắc Giang được xây dựng trên diện tích 10ha tại địa bàn hai xã Dĩnh Trì thuộc thành phố Bắc Giang và xã Thái Đào thuộc huyện Lạng Giang. Trụ sở chính tại: Xã Dĩnh Trì, thành phố Bắc Giang, tỉnh Bắc Giang.

## Chuyên ngành đào tạo
Chủ yếu đào tạo trọng tâm về các chuyên ngành kỹ thuật, với các khoa đào tạo nghề cơ bản như khoa cơ khí, điện, điện tử, ô tô, dự kiến mỗi năm sẽ đào tạo khoảng 810 sinh viên kỹ thuật, tạo ra nguồn cung việc làm và đóng góp vào sự phát triển kinh tế của Bắc Giang. Bao gồm 14 nghề cơ bản: 
- Công nghệ Ô tô 
- Điện công nghiệp
- Điện tử công nghiệp
- Cắt gọt kim loại
- CNTT (Ứng dụng phần mềm)
- Nguội sửa chữa máy công cụ
- Hàn
- Cơ điện tử
- Quản trị mạng máy tính
- Thiết kế đồ họa
- Thiết kế trang WEB
- May thời trang
- Kỹ thuật lắp đặt điện và điều khiển trong công nghiệp
- Cơ điện tử
- Kỹ thuật máy lạnh và điều hoà không khí

## Cơ sở vật chất
Công trình Trường Cao đẳng nghề Công nghệ Việt - Hàn Bắc Giang là công trình kiên cố, hiện đại, đáp ứng các yêu cầu về kỹ thuật, mỹ thuật và chất lượng theo tiêu chuẩn của Hàn Quốc, bao gồm bốn tòa nhà chính và các công trình phụ trợ như: ký túc xá, các khu thể thao, văn hóa, các hệ thống hạ tầng kỹ thuật theo quy chuẩn xây dựng công trình cấp III của Việt Nam. Hàn Quốc đầu tư xây dựng các công trình, hỗ trợ đào tạo giảng viên và cán bộ quản lý, xây dựng chương trình đào tạo, cung cấp các trang thiết bị dạy nghề bao gồm 4000 thiết bị với hơn 370 chủng loại khác nhau.
Hiện nay Trường có 3 cơ sở đều đóng trên địa bàn xã Dĩnh Trì, TP. Bắc Giang, tỉnh Bắc Giang do được sáp nhập thêm 02 cơ sở từ Trường Cao đẳng nghề Bắc Giang.

## Nhiệm vụ
Trường Cao đẳng nghề Công nghệ Việt - Hàn Bắc Giang là trường cao đẳng nghề công lập, có tư cách pháp nhân, có con dấu và tài khoản riêng và có nhiệm vụ:
- Đào tạo nghề theo 3 cấp trình độ: cao đẳng nghề, trung cấp nghề và sơ cấp nghề theo quy định;
- Bồi dưỡng nâng cao trình độ kỹ năng nghề cho người lao động theo yêu cầu của cơ sở sản xuất, kinh doanh, dịch vụ và người lao động;
- Nghiên cứu, ứng dụng kỹ thuật - công nghệ nâng cao chất lượng, hiệu quả đào tạo; tổ chức sản xuất, kinh doanh, dịch vụ theo quy định của pháp luật.[1]

## Thông tin thêm
Tính từ năm 1992, KOICA đã thực hiện 4 dự án trong lĩnh vực đào tạo nghề và kỹ thuật tại Hà Nội, Bình Định, Nghệ An, Đà Nẵng, trong đó có 3 dự án hỗ trợ và xây dựng trường cao đẳng dạy nghề và 1 dự án xây dựng trường Đại học công nghệ tại Việt Nam.